# مناره خسروگرد
مناره خسروگرد در ۱۰ کیلومتری غرب شهر سبزوار روستای خسروجرد قرار دارد.
این میل به سال ۵۰۵ هجری قمری به دستور تاج الدوله ابوالقاسم بن سعید مصادف با حکومت سلجوقیان احداث شده است. این اثر در تاریخ ۱۵ دی ۱۳۱۰ با شمارهٔ ثبت ۷۷ به‌عنوان یکی از آثار ملی ایران به ثبت رسیده‌است.
ارتفاع آن به ۳۸ متر می‌رسد و در بالای آن دو رشته کتیبه کوفی و تزئینات لوزی شکل دیده می‌شود. تاریخ کتیبه به سال ۵۰۵ هجری قمری است. قدمت این مناره به حدود ۹۰۰ سال قبل بازمی‌گردد، یکی از قدیمی‌ترین و مرتفع‌ترین مناره‌های تاریخی ایران درعهد خود بوده‌است. بر اساس کاوش‌های باستان‌شناسی، مناره خسروگرد میل تک و منفردی است که به منظور راهیابی کاروانیان بر سر راه جاده موسوم به ابریشم احداث شده و همچون فانوس دریایی در کویر نقش راهنمای کاروانیان را برعهده داشته‌است.

## نگارخانه

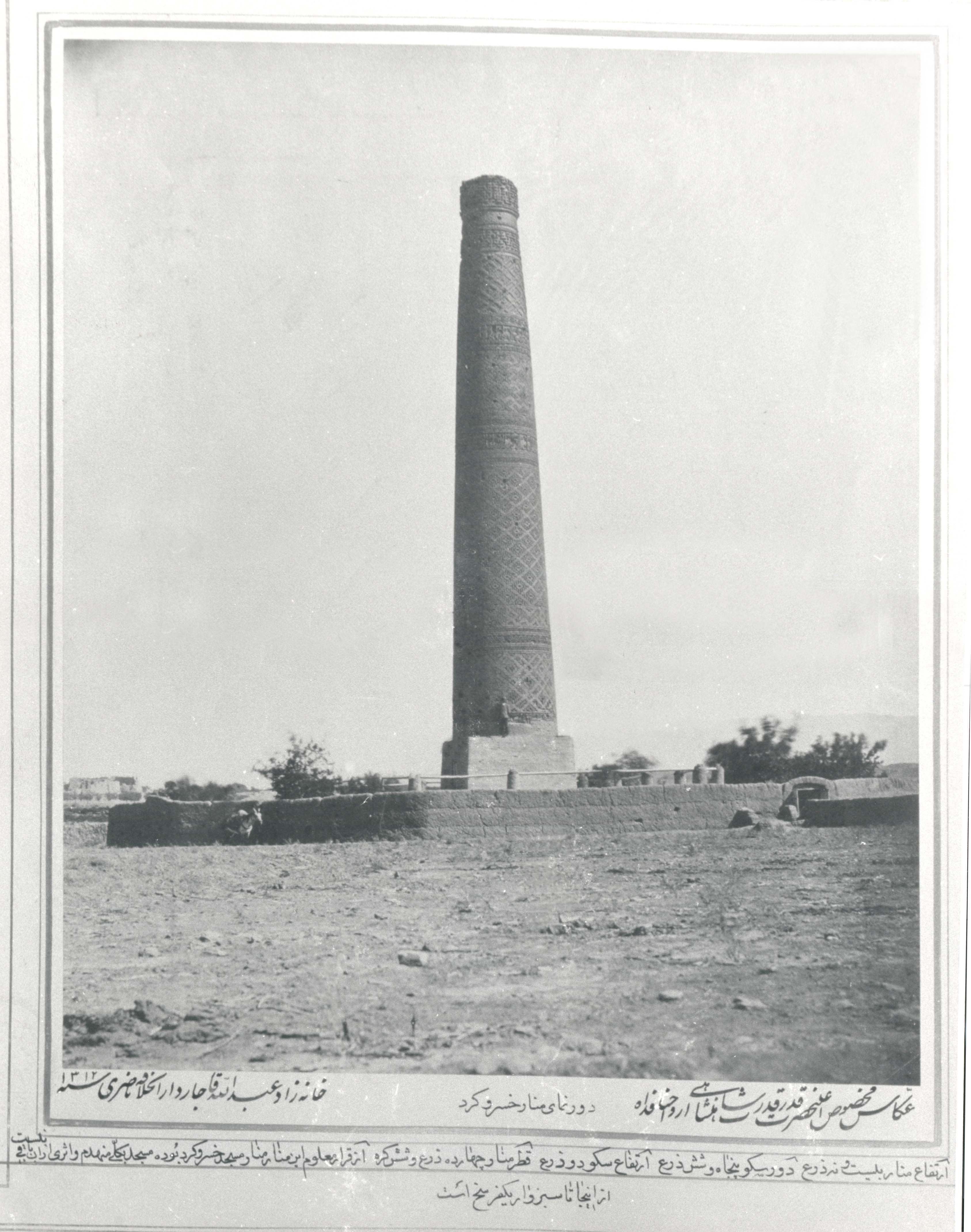
مناره خسروگرد در سال ۱۳۱۲
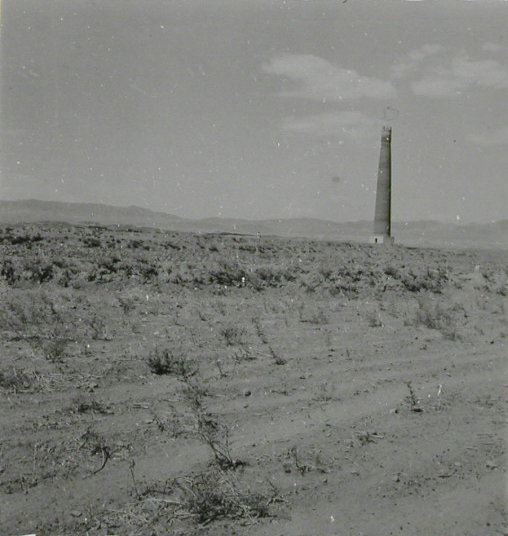
حدود سال ۱۳۱۸
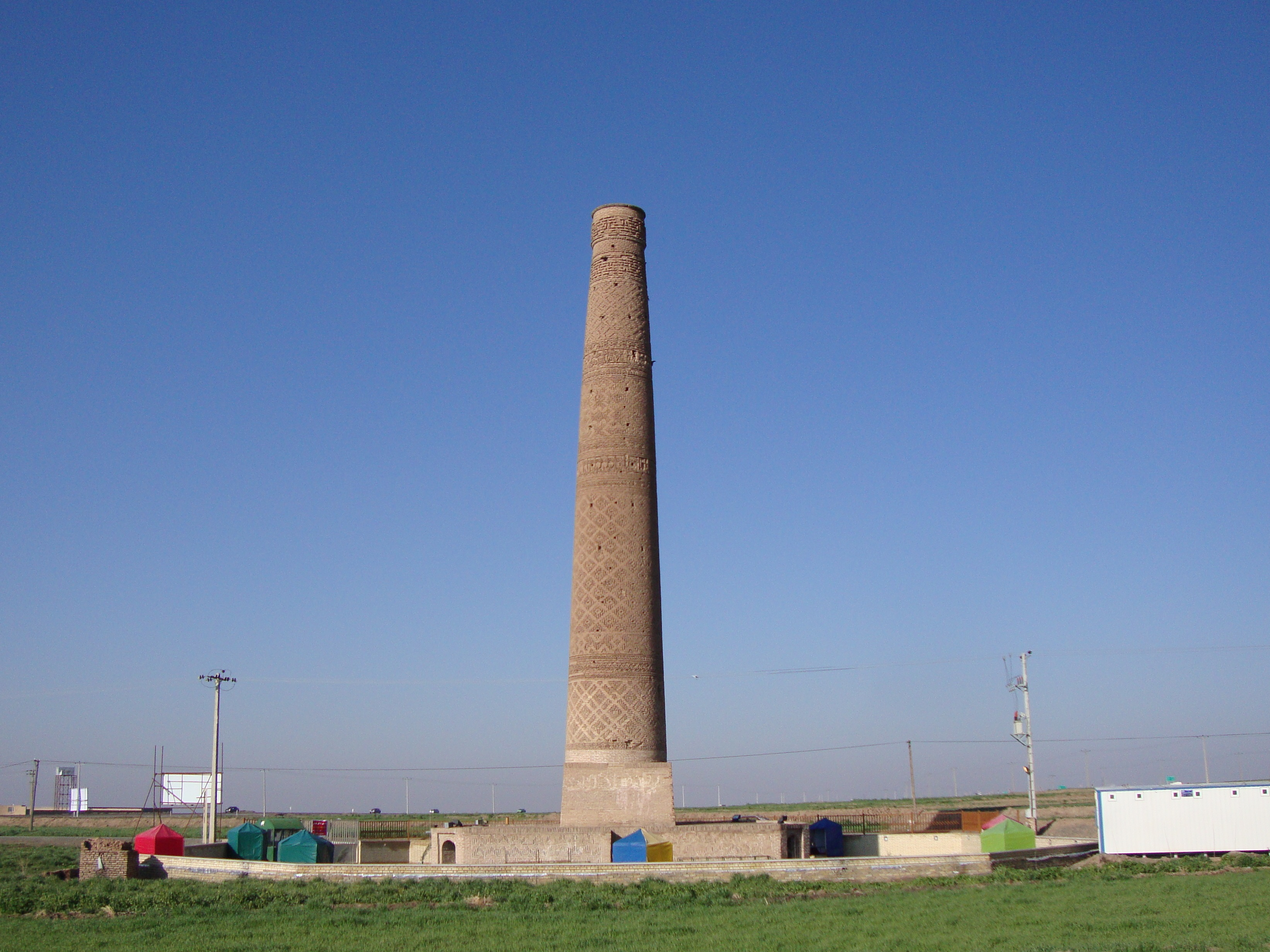
عکس گرفته شده توسط توریست
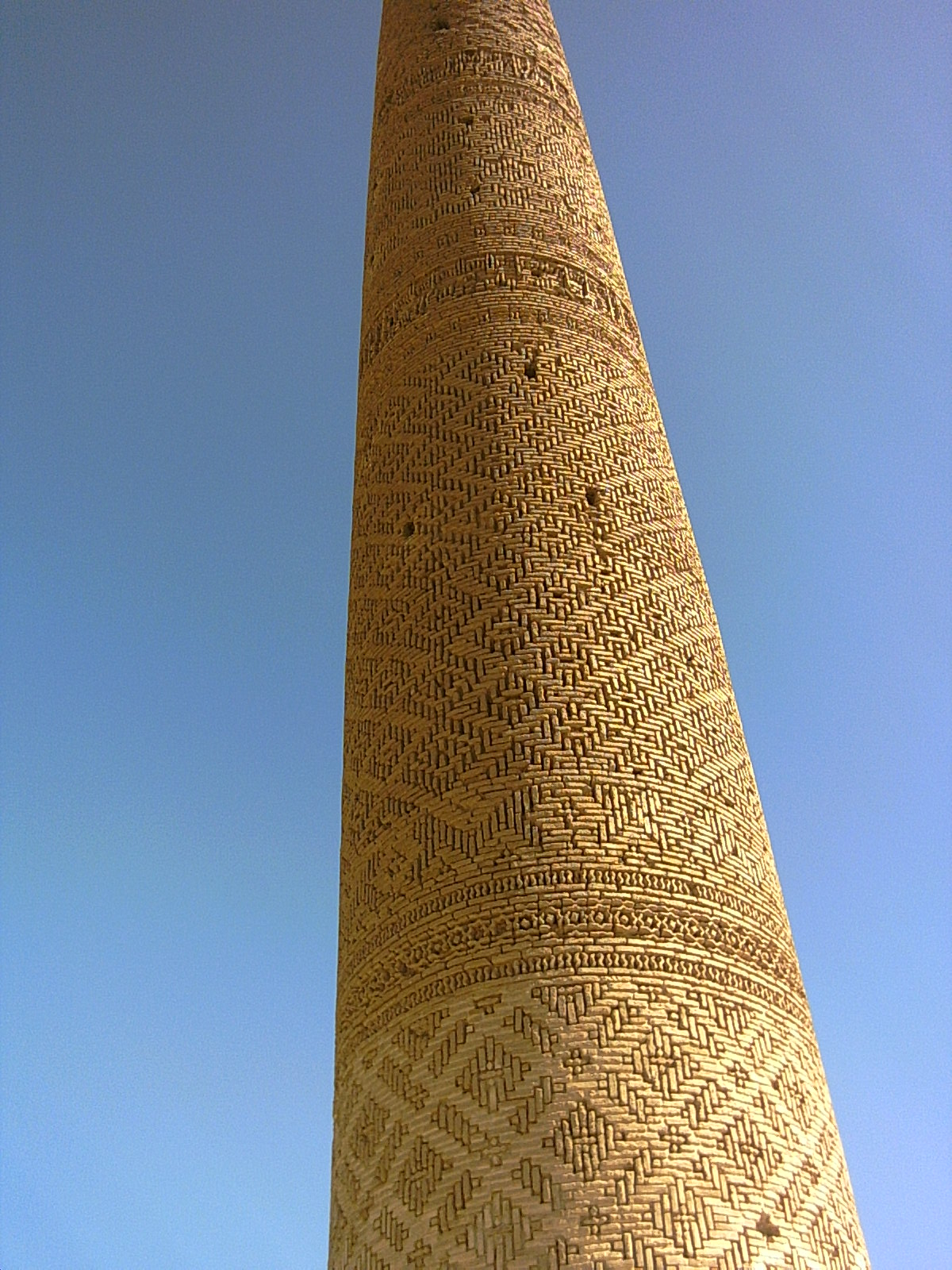
آجرکاری در مناره خسروگرد
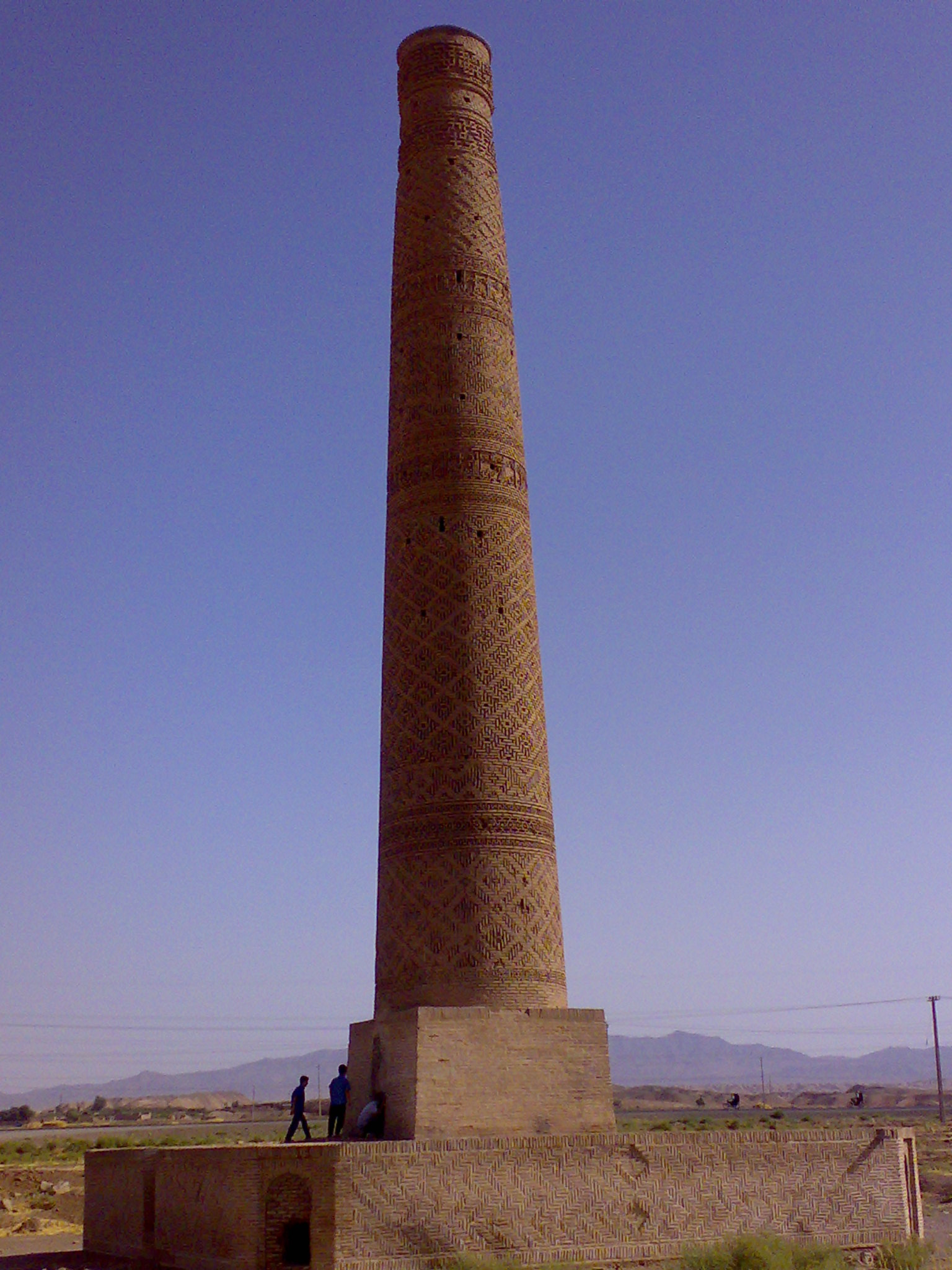
افرادی در کنار مناره
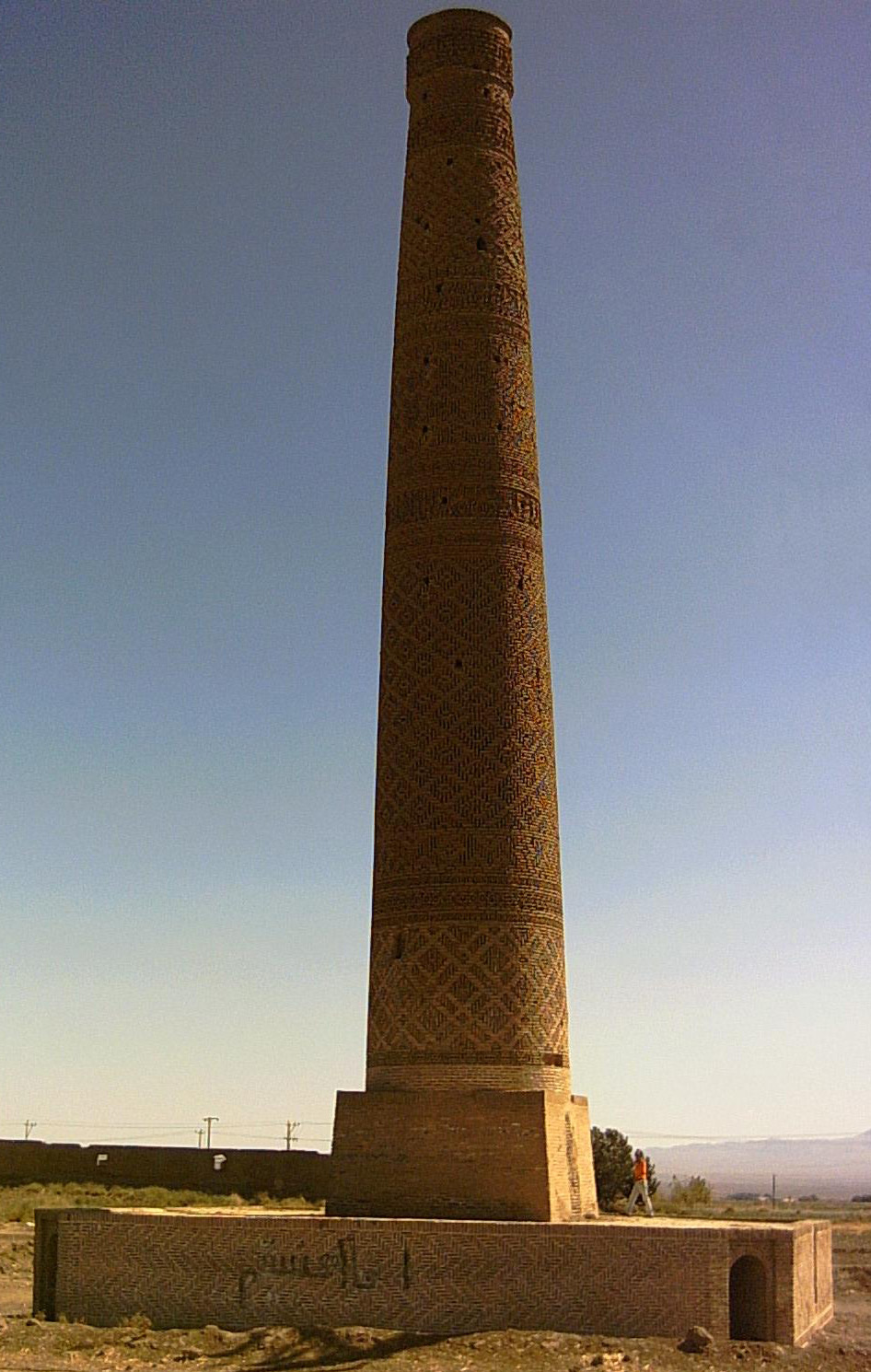
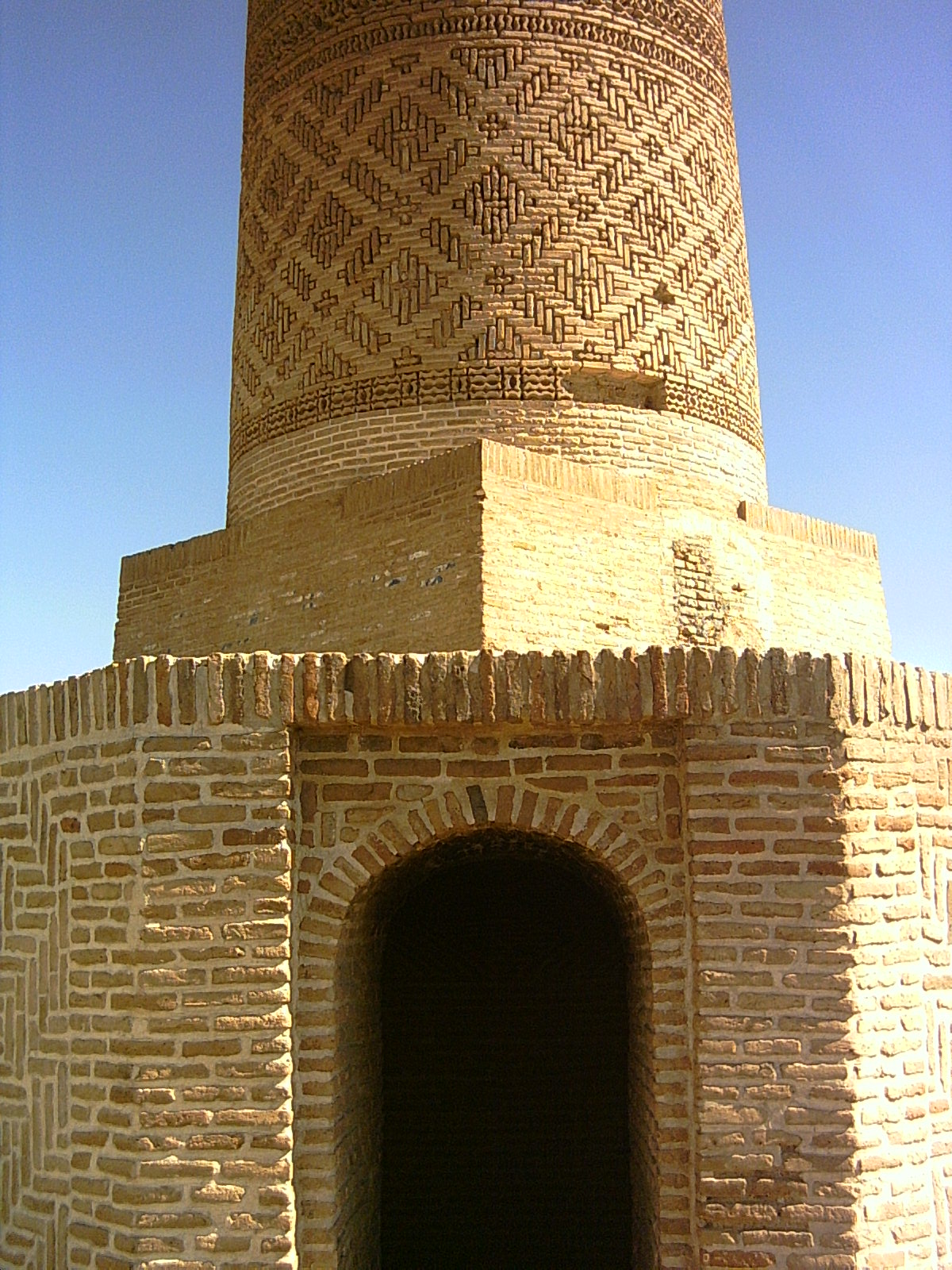
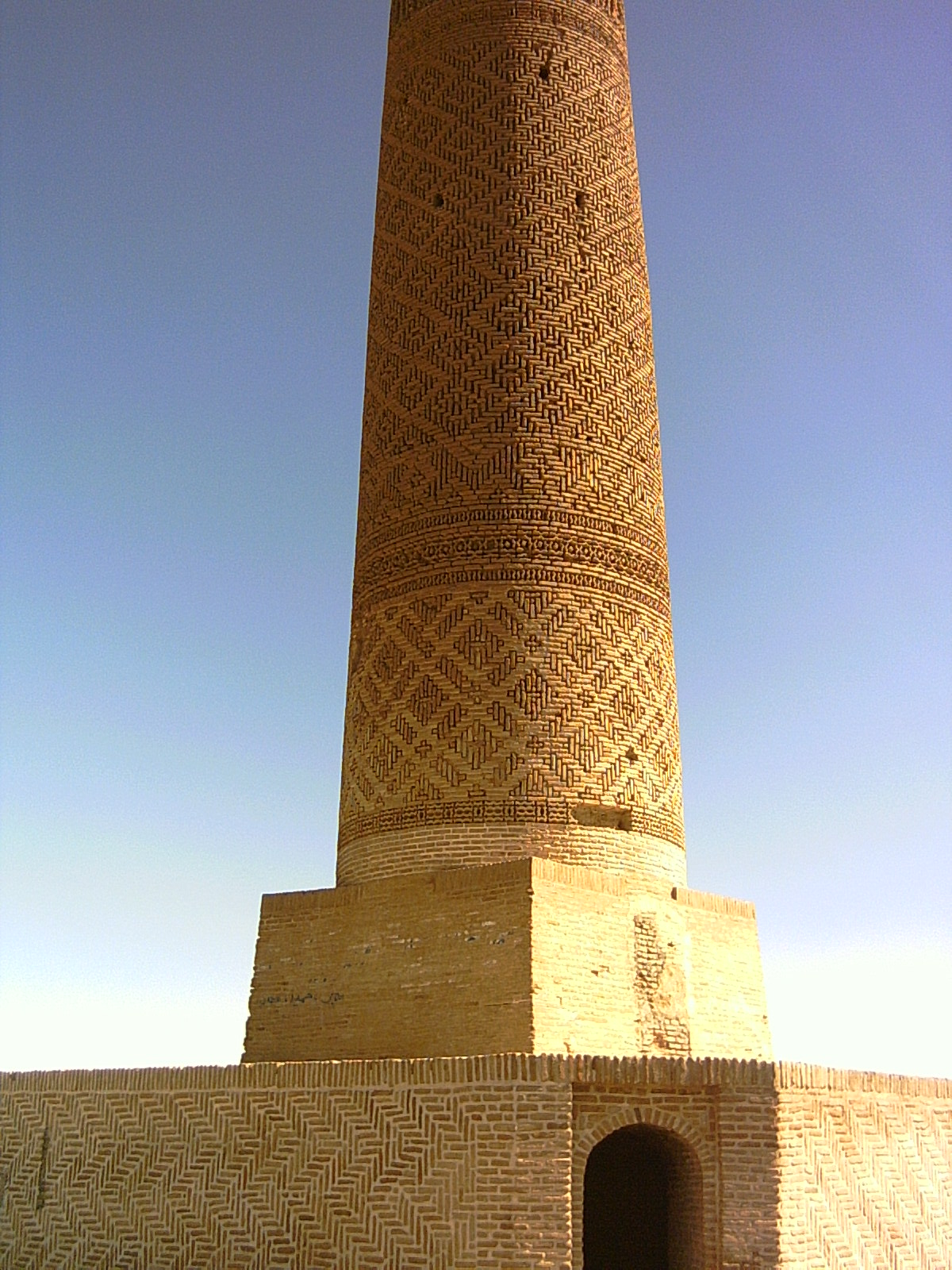
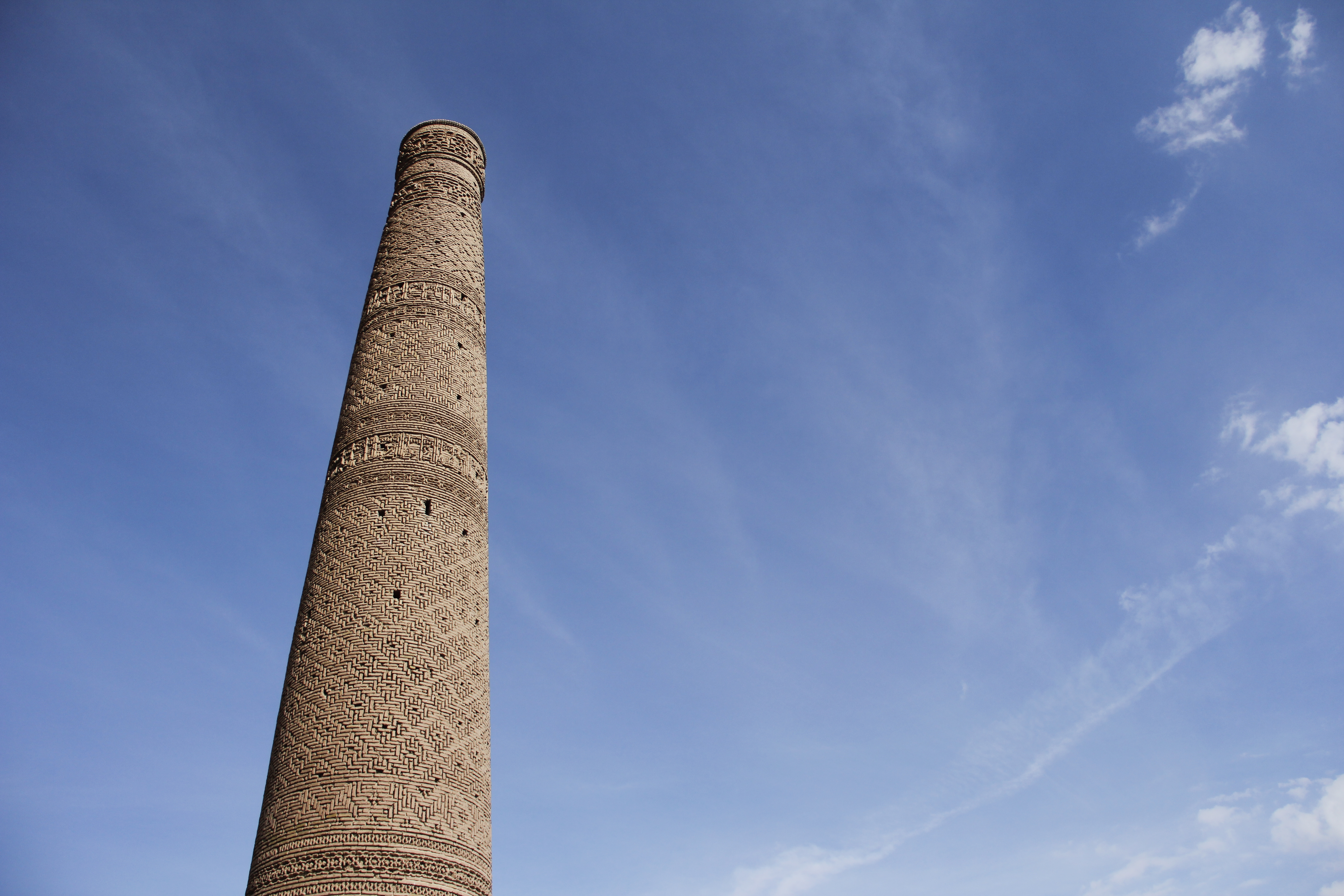